# Rukavice

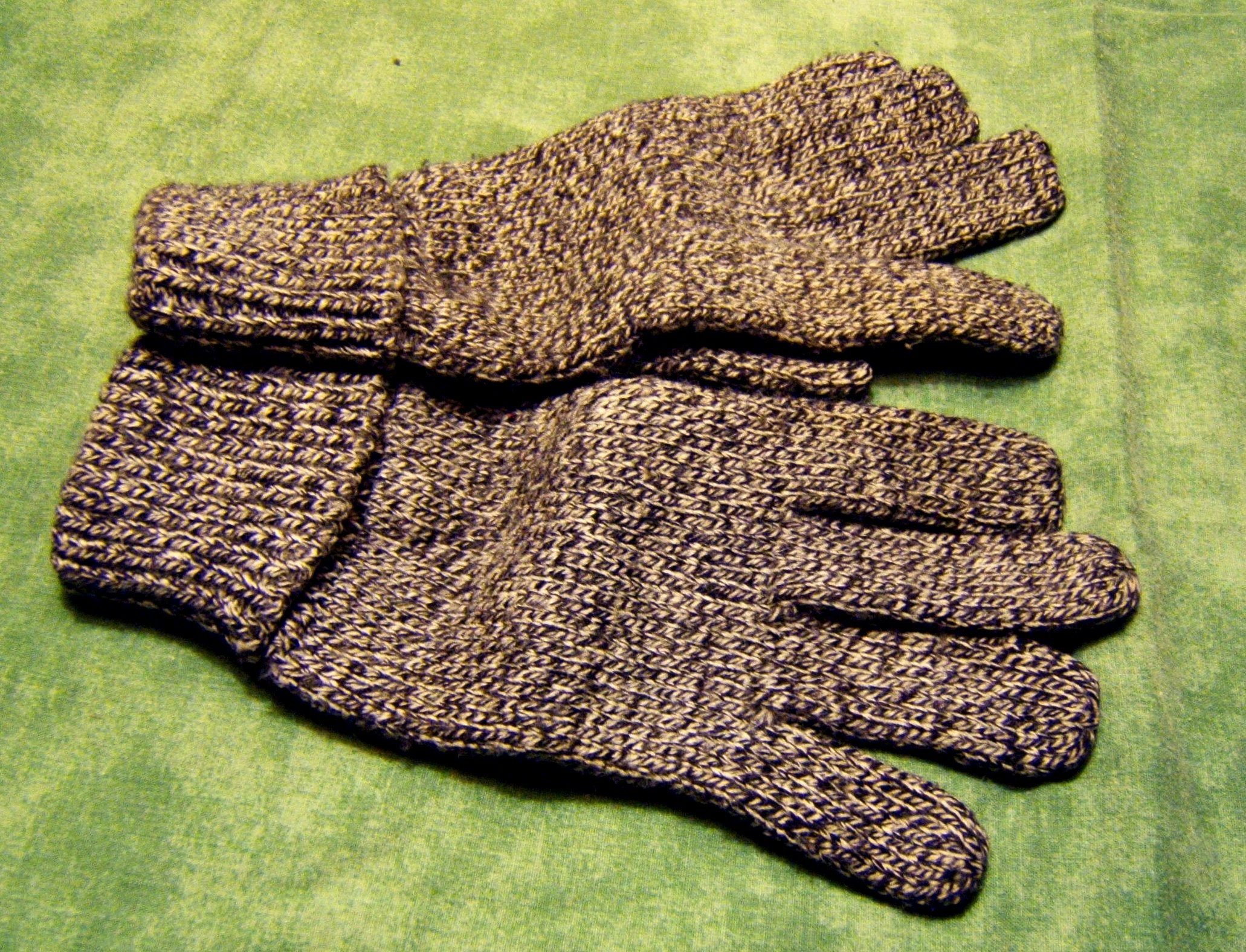
Pletené rukavice

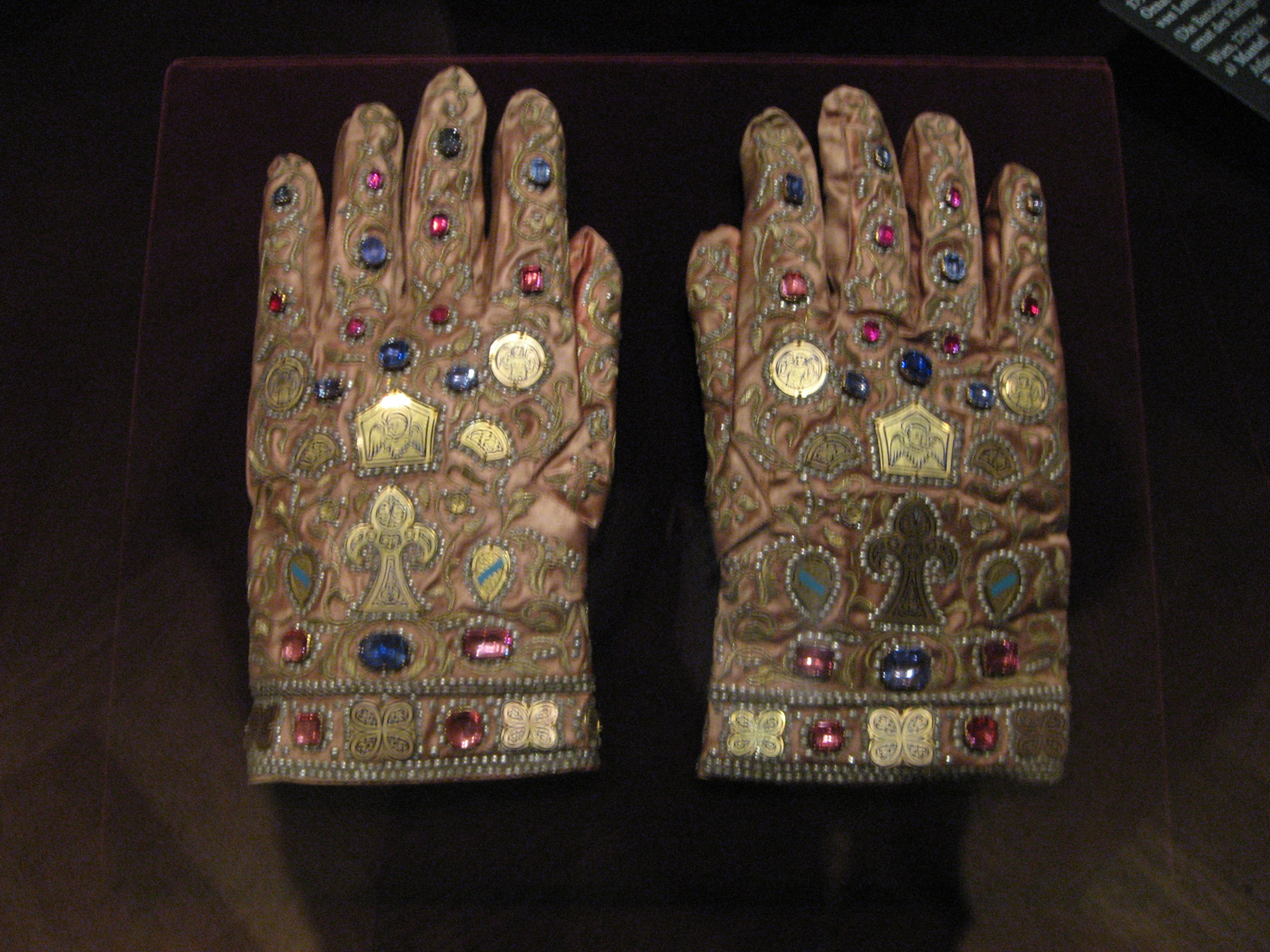
Rukavice římského císaře Františka I. Lotrinského (1763–1764)

Rukavice jsou ochranný oděv lidské ruky, který je vyroben z různých materiálů (kůže, kožešina, hedvábí, bavlna, len, vlna, koženka apod.), který měl, mimo jiné, také významný symbolický význam a zejména v minulosti býval dekorativní součástí šatníku.

## Historie
První rukavice byly známy už ve starověku např. v Persii, starověkém Řecku, starověkém Římě a u severských národů. První rukavice měly oddělen jen palec a ostatní prsty byly chráněny společně; později změnily tvar a poskytovaly každému prstu samostatnou ochranu, čímž se podstatně zvýšila citlivost ruky a nebyl omezován pohyb prstů. 
Ve středověku se rukavice staly nenahraditelnou součástí rytířského oděvu (zde sloužily jako čestný odznak nebo i symbol povýšení), byly také odznakem církevních (prelát) a světských hodnostářů (kníže), ale i vlády (král) a práva (propůjčeného tržního nebo mincovního práva). Jako součást šlechtického šatníku se staly předmětem bohatého zdobení, které nakonec vedlo až k tomu, že církev vystoupila proti přepychu této části oděvu. Jejich význam a obliba se však ani po tomto zásahu nijak nezmenšila, a zůstaly součástí běžného odívání (hlavně u vyšších vrstev) až do 20. století. 
V druhé polovině 20. století však ztratily svoji dekorativní funkci a v současnosti se až na pár výjimek využívají zejména jako ochranný prostředek proti nepřízní počasí, jako pracovní rukavice nebo součást sportovního oblečení a vybavení.
V České republice jsou rukavičkářstvím známá města Abertamy, Dobříš apod. Rukavice se vyrábějí z usní z koziny, skopovice (jehněčí) nebo z divočiny.

## Dámské rukavičky

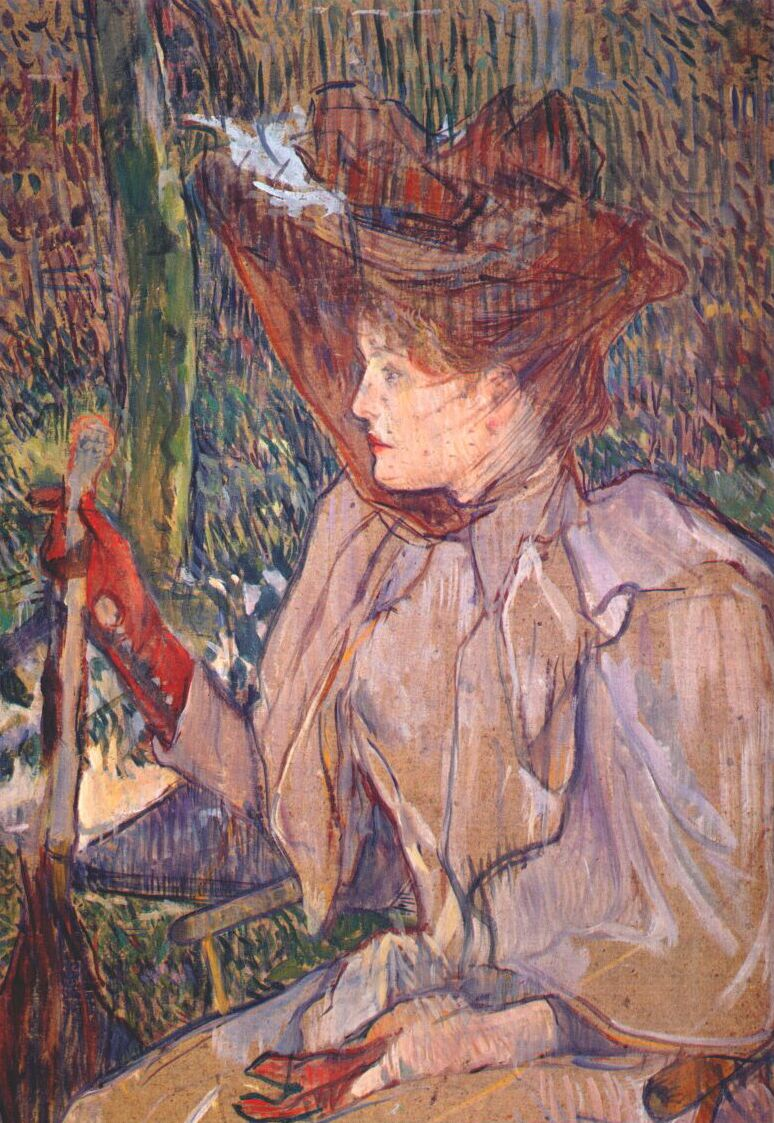
Obraz Henriho de Toulouse-Lautreca Dáma s rukavicemi (1890)

U žen se objevily v šatníku okolo 13. století, kdy ženy začaly nosit dlouhé rukavice z plátna, které sahaly až k loktům. Skutečně ozdobnou částí šatníku se staly až za vlády anglické královny Alžběty I., kdy byly zdobeny bohatou výšivkou. V 16. století se staly nejoblíbenějšími tzv. španělské rukavice, které byly vypracovány z kůzlečiny nebo teletiny až doběla. Velký rozmach zaznamenaly v 17. století, později se jejich tvar, délka, materiál i zdobení často měnilo až do počátku 20. století, kdy se téměř vytratily z dekorativních doplňků dámských šatníků.

## Společenské rukavice
Bílé jelenicové nebo bavlněné rukavice patří k nezbytným doplňkům společenského oděvu i dnes. Jsou využívány například při společenském tanci, kdy zabraňují, mimo jiné, také průniku potu z ruky na šaty tanečnímu partnerovi.

## Pracovní rukavice
Pracovní a ochranné rukavice se používají prakticky ve všech odvětvích zemědělství, průmyslu a dopravy.

## Ochranné rukavice
Rukavice již samy o sobě plní ochrannou funkci. Nejen proti nízkým teplotám, ale také například při práci na zahradě, v dílně, v kuchyni nebo v lékařství. 
Zdravotnické rukavice se vyrábí latexu, ale i z dalších materiálů, jakými jsou nitril a vinyl. Na výběr pak jsou rukavice sterilní vyšetřovací, které jsou vhodné zejména na malé zákroky, rukavice sterilní operační, vhodné spíše pro delší operační výkony a zejména pak pro operace v dutině břišní, rukavice standardní určené pro běžné operace, rukavice jemné, které se využívají hlavně tam, kde je nutná velká citlivost, rukavice drsné, pevnější pro ortopedické obory, se zdrsnělým povrchem, rukavice dvojité pro traumatologii, kde se přichází do styku s ostrými kostními úlomky, a sterilní rukavice s ochranou před rentgenovým zářením.
V potravinářství či při nakládání s nebalenými potravinami v maloobchodě se užívají mikrotenové jednorázové rukavice.

## Sportovní rukavice

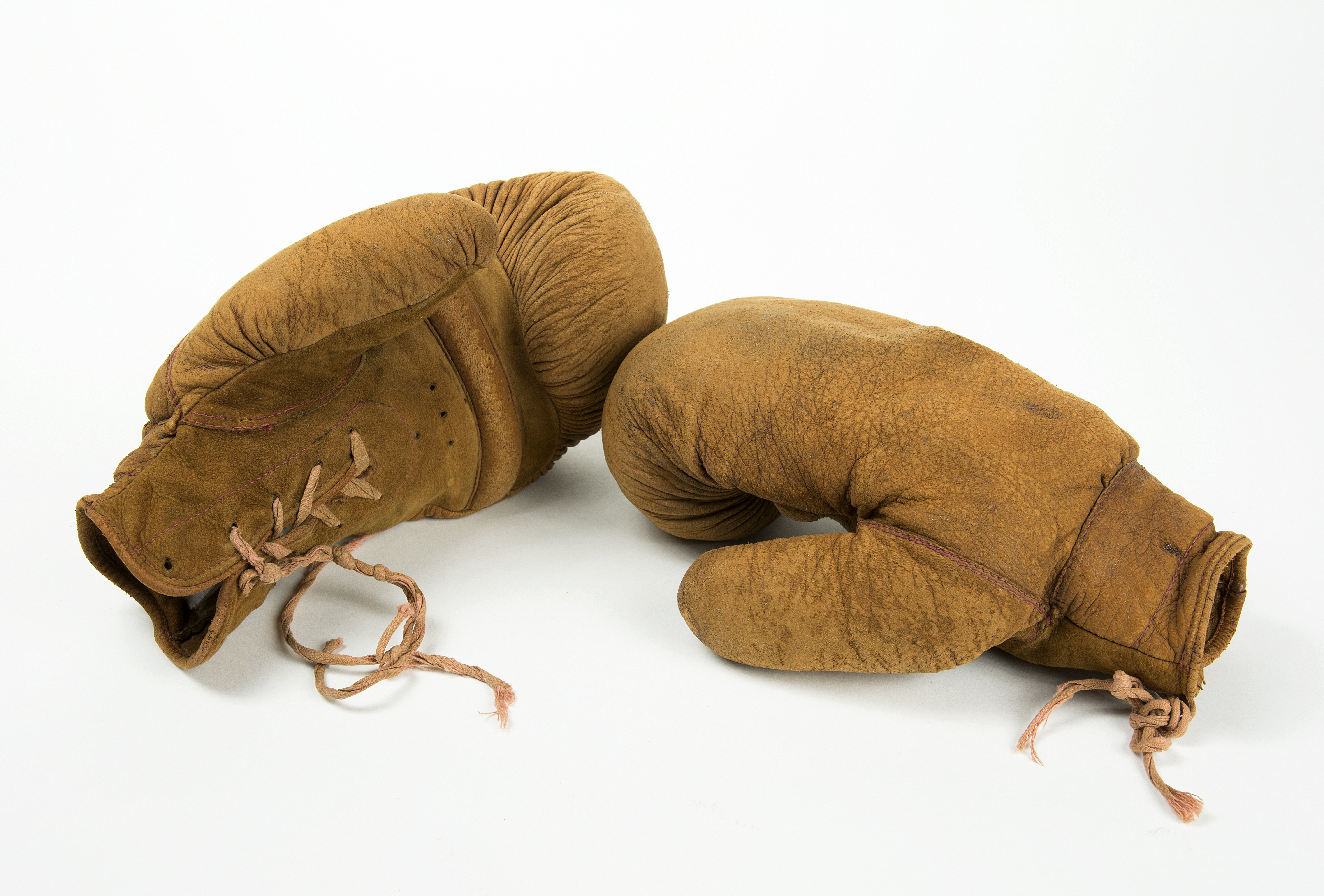
Boxerské rukavice z 30. let 20. století.

Existuje mnoho specializovaných druhů a typů rukavic určených pro aktivní sportování. Naprosto nezbytné jsou například ve všech typech a druzích kontaktních sportů (hokej, lakrosu apod.). Specializované rukavice užívají boxeři (boxerské rukavice), vhodné jsou i pro brankáře ve fotbalu a dalších míčových hrách, apod. Ochranné rukavice jsou nutné při všech druzích zimních sportů apod. Existují specializované rukavice pro motoristický sport, cyklistiku, lyžování a další. Konkrétně motosport přišel s novinkou ve formě elektricky vyhřívaných rukavic za pomoci topných článků napájených bateriemi. Tento typ rukavic se uplatňuje v mnoha zimních sportech, například v již zmíněném lyžování.

### Boxerské rukavice
Rukavice na box se kromě různých velikostí a barev člení na tři další základní skupiny podle materiálového složení, a to na umělé, kožené nebo vyrobené z carbonu. Jejich konstrukce je také velice různá. Podle toho, na jaký sport a na co konkrétně jsou boxerské rukavice určeny, mají také svoji specifickou konstrukci. Samotné boxerské rukavice mají větší objem výplně, ale nejsou vhodné například pro práci na pytli apod.

## Dotykové rukavice
Dotykové rukavice jsou moderní vychytávkou posledních několika let. S tím, jak se totiž rozšiřují dotykové mobilní telefony, roste i nutnost, zejména v zimě, dotykových rukavic. Díky nim je práce na telefonu mnohem jednodušší a člověk si je ani nemusí v mrazu sundávat. Dotykové rukavice jsou vyvinuty pro ovládání kapacitních displejů a jejich vlastnosti jsou nesrovnatelné s běžnými zimními rukavicemi. Rukavice jsou navíc navrženy s maximálním důrazem na funkčnost. Dotykové rukavice mají v sobě zabudovaná stříbrná vlákna, mají antiskluzový povrch a většinou jsou ještě zateplené, aby například při dlouhé manipulaci s mobilním telefonem na mrazu bylo jejich majiteli zaručené maximální pohodlí a teplo.

## Výroba rukavic
Výrobců kvalitních textilních, kožených, koženkových a všelijakých dalších rukavic je v České republice poměrně hodně. Každý vyrábí rukavice svým osobitým způsobem. To se odvíjí i od použitých materiálů. Co je ale u téměř každé výroby stejné, je základní postup. Většinou se rukavice šijí ručně na částečně upravených průmyslových strojích. Každý díl se musí sesadit s druhým a sešít. K tomu není potřeba mít žádné zvláštní dovednosti.